# Comitatul Allegan, Michigan
Comitatul Allegan (pronunție IPA, æli gæn, engleză Allegan County, codul său  FIPS este 26 - 005 Arhivat în 7 iulie 2011, la Wayback Machine.) este unul din cele 83 de comitate ale statului american Michigan, fiind situat în partea sud-vestică a statului. Conform datelor statistice ale recensământului din anul 2000, furnizate de United States Census Bureau, populația sa totală era de 105.665 de locuitori. Sediul comitatului, care a fost înființat în 1831, este orașul omonim, Allegan.
Deși numele Allegan pare a fi derivat din Allegany, totuși numele a fost dat de Henry Rowe Schoolcraft pentru a aduce cu numele amerindian a altor cinci comitate din Noua Anglie.  Numele „Allegany” derivă dintr-un cuvânt nativ american, oolikhanna, care semnifică „curs de apă frumos”. Un număr de cinci comitate din regiunea Statelor Unite cunoscută ca Appalachian sunt numite astfel, regăsindu-se sub diferite varietăți ortografice așa cum sunt Allegany, Allegheny ori Alleghany.

## Geografie
Conform datelor statistice furnizate de United States Census Bureau, comitatul are o suprafață totală de 4.745 km2 (sau 1833.31 sqmi), dintre care 2.141 km2 (ori 1005.83 sqmi) reprezintă uscat și mai mult de jumătate, 2.604 km2, reprezintă apă, circa 54,86 %.

### Comitate învecinate
- Comitatul Ottawa—nord
- Comitatul Kent—nord-est
- Comitatul Barry—est
- Comitatul Kalamazoo—sud-est
- Comitatul Van Buren—sud
- Comitatul Lake, statul  Illinois—sud-vest
- Comitatul Kenosha, statul  Wisconsin—vest
- Comitatul Racine, Wisconsin—nord-vest

## Educație
Următoarele districte școlare deservesc Comitatul Allegan.

## Demografie
|  | Graficele sunt indisponibile din cauza unor probleme tehnice. Mai multe informații se găsesc la Phabricator și la wiki-ul MediaWiki. |

Date: Wikidata - grafică realizată de Wikipedia